# Коста Мендес, Никанор
Никанор Коста Мендес (исп. Nicanor Costa Méndez; 30 октября 1922, Буэнос-Айрес, Аргентина — 3 августа 1992, Буэнос-Айрес, Аргентина) — аргентинский политик и дипломат, министр иностранных дел (1966—1969), (1981—1982).

## Биография
Родился в обеспеченной семье.
В 1943 г. окончил юридический факультет университета Буэнос-Айреса и открыл открыл юридическую практику. Был корпоративным адвокатом, представляя интересы многочисленных иностранных компаний, действующих в Аргентине. В то же время занимался наукой, выпустив два сочинения — одно посвящено истории права, другое — критическому анализу исследований Арнольда Тойнби истории.
В 1962—1964 гг. — посол в Чили между 1962 и 1964.
В 1966—1969 гг. — министр иностранных дел в кабинете генерала Хуана Карлоса Онганиа, вставшего во главе государства в результате военного переворота. На этом посту Мендес проводил антикоммунистическую политику, активно способствовал сближению с Соединенными Штатами. В апреле 1969 г. вместе с министрами иностранных дел Бразилии, Парагвая и Уругвая подписал соглашение о создании Объединения стран бассейна Ла-Платы.
В 1981—1982 гг. — министр иностранных дел при еще одном военном диктаторе Леопольдо Галтьери. На этот период пришёлся конфликт с Великобританией за Фолклендские острова (апрель-июнь 1982). Галтьери рассчитывал, что американская администрация Рональда Рейгана встанет на сторону Аргентины, выступавшей союзником в борьбе с сандинистским руководством Никарагуа. Однако США поддержали Великобританию и Коста Мендесу было поручено искать помощи у стран социалистического лагеря, для этого он вылетел на Кубу, чтобы присутствовать на встрече неприсоединившихся стран и наградить президента Фиделя Кастро.
Во время заседаний Совета Безопасности ООН и Организации Американских государств, Коста Мендес охарактеризовал действия США как «предательство к остальной Америки». После аргентинской капитуляции 14 июня 1982 г. вместе с Галтьери ушёл в отставку.
В 1983 г. специальная комиссия обвинила Коста Мендеса в ведении двуличной, установив, что он гарантировал президенту Галтьери невмешательство США в ситуации военного конфликта, хотя информация от американского госсекретаря Александра Хейга, имевшаяся в распоряжении министра на тот момент, свидетельствовала об обратном.
Чувствительным ударом по Мендесу стало решение администрации президента Рауля Альфонсина, стремившегося улучшить отношения с Великобританией, запретить ему публиковать свои воспоминания о войне.